# Bad Freienwalde
Bad Freienwalde (pronunciación en alemán: /baːt ˌfʁaɪ̯ənˈvaldə/ⓘ) es un pueblo situado en el distrito de Märkisch-Oderland, en el estado de Brandeburgo, Alemania. Se sitúa cerca de una bifurcación del río Oder, a unos quince kilómetros al este de Eberswalde, y también a cincuenta kilómetros al noreste de Berlín. Freienwalde apareció por primera vez como un pueblo en 1364.
Tiene una población de 12.754 habitantes (2006). En esta localidad hay un pequeño castillo, que es el Castillo de Altraft construido por el Gran Elector, una iglesia protestante y una iglesia católica. Los bosques vecinos y hacen que Bad Freienwalde sea uno de los preferidos lugares turísticos para los habitantes de Berlín.

## Demografía
- Desarrollo de la población en los actuales límites (Línea azul: Habitantes -- Línea de puntos: Comparación con el desarrollo de Brandenburgo; Fondo gris: Período del gobierno nazi -- Fondo Rojo: Época communista)
- Tendencias actuales (línea azul) y previsiones de la población

## Galería

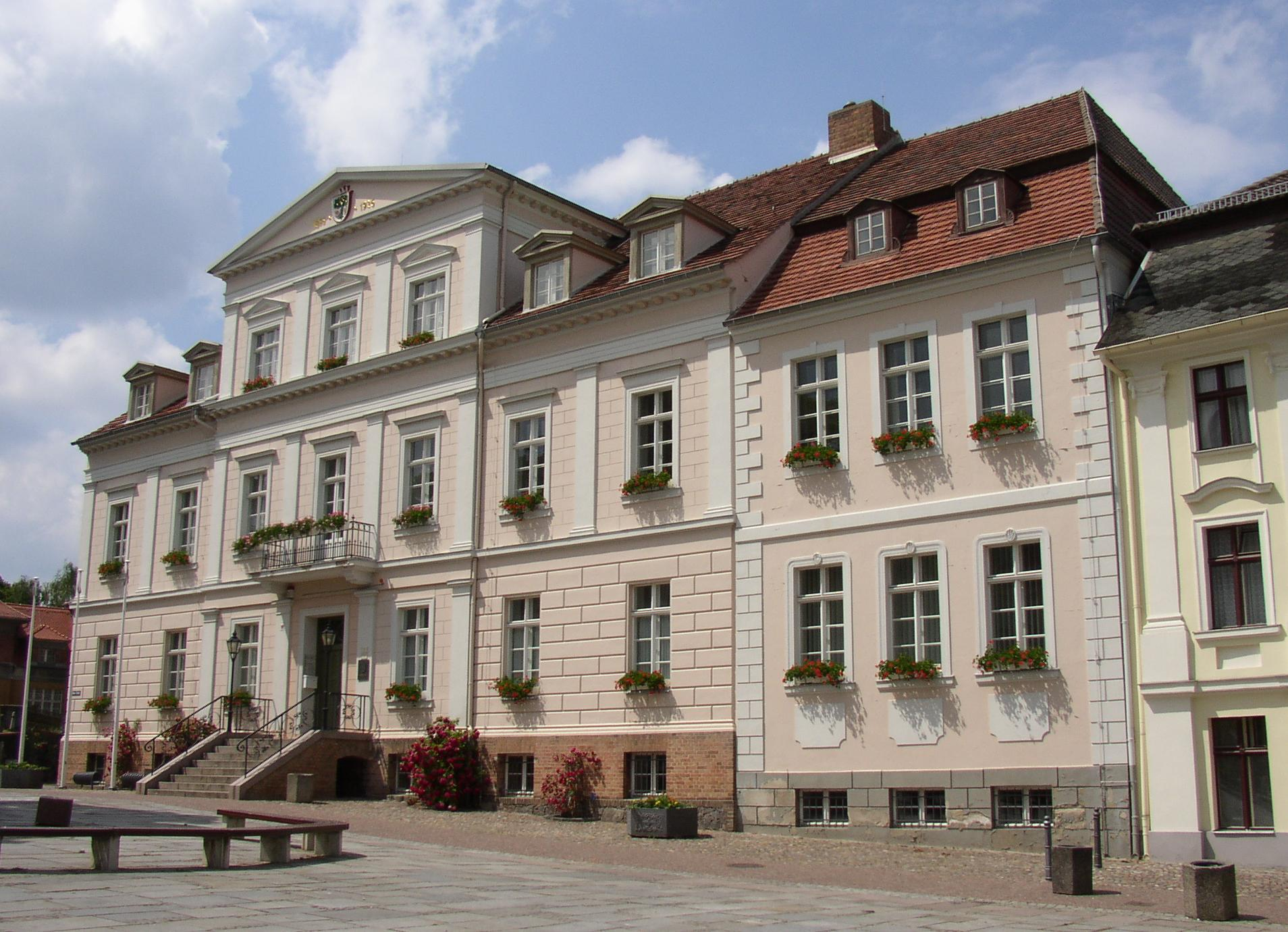
Urbodomo
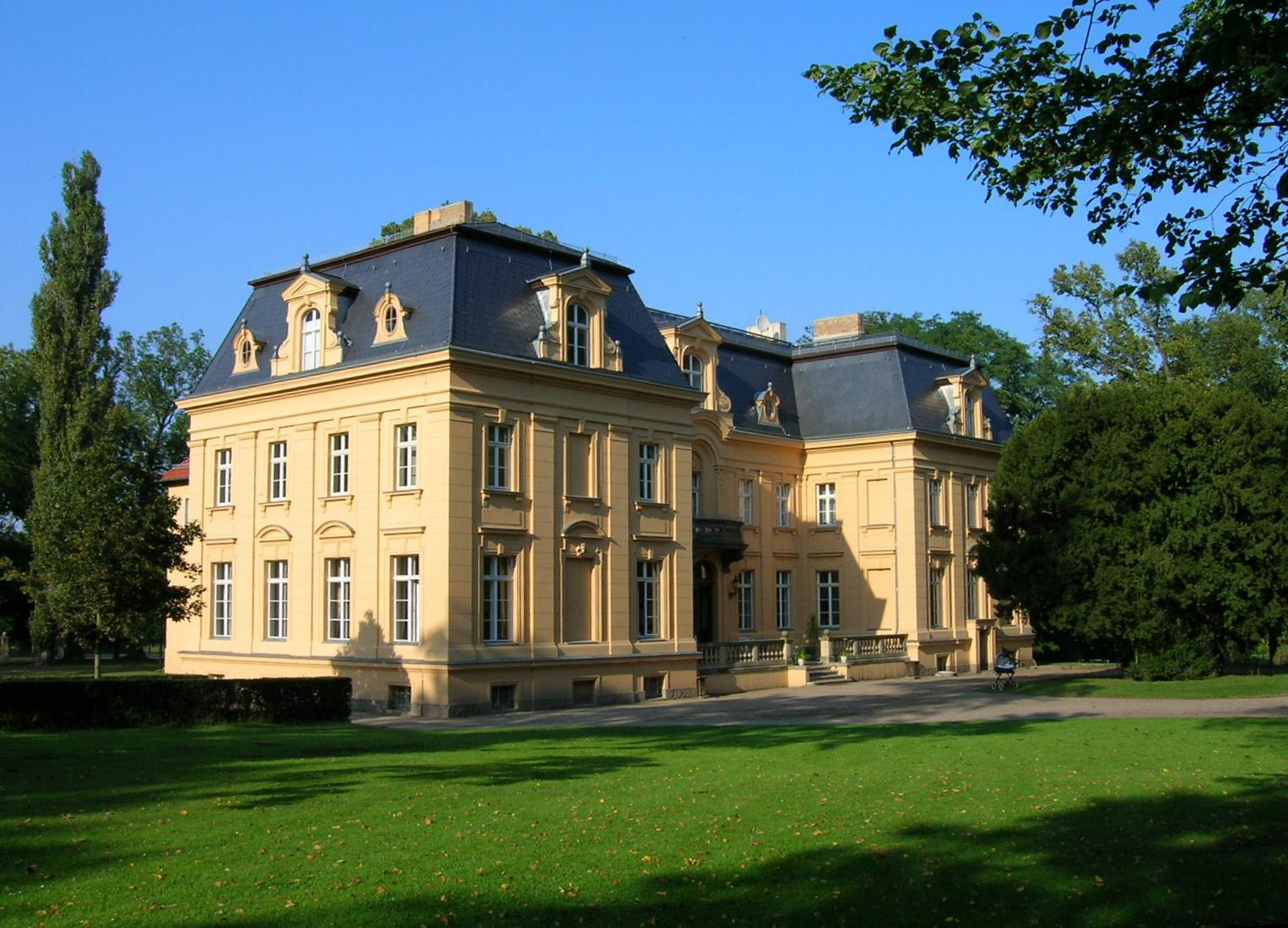
El Castillo de Altraft en Bad Freienwalde.
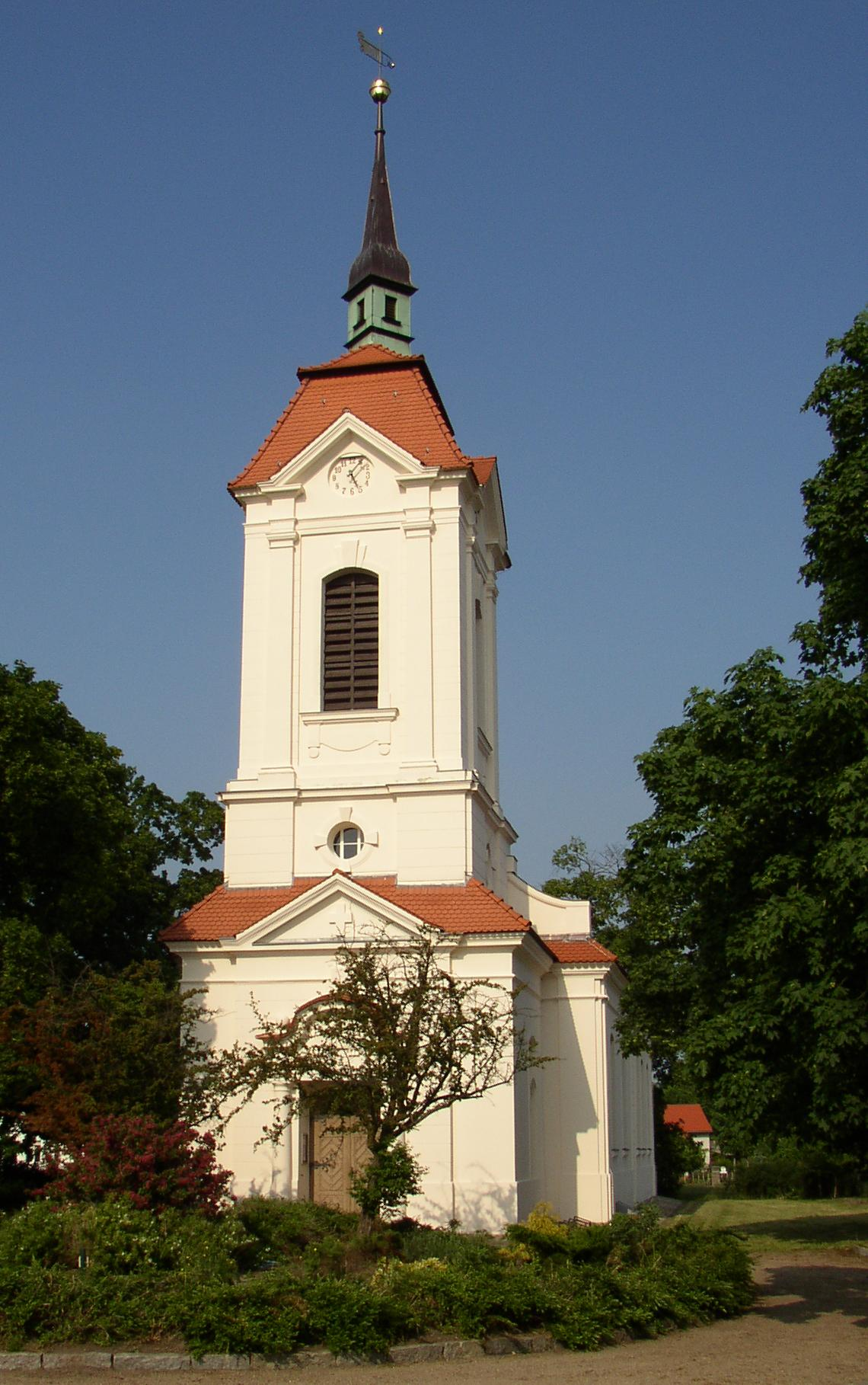
Iglesia en Altranft.